# Isaac Cole Powell
Isaac Cole Powell, né le 30 décembre 1994, est un acteur et chanteur américain.

## Biographie et carrière
Isaac Cole Powell a grandi à Greensboro, en Caroline du Nord, et il est le plus jeune des trois enfants nés de Terry et Will Powell, triple champion du monde de CrossFit. Son père a des origines amérindiennes et afro-américaines, et sa mère est caucasienne. Powell a commencé le théâtre au collège avec le Community Theatre de Greensboro. Il a fréquenté la Philip J. Weaver Academy, une école secondaire des arts de la scène, avant d'être transféré dans un internat à la University of North Carolina School of the Arts (UNCSA) au cours de sa dernière année de lycée. Il est diplômé de l'UNCSA avec un diplôme d'acteur en mai 2017.
Pendant ses études universitaires, Isaac Cole Powell a commencé à accumuler des crédits d'acteur professionnel, jouant Nikos dans la comédie musicale La Revanche d'une blonde au Barn Dinner Theatre. Après avoir obtenu son diplôme à l'été 2017, il est apparu dans Newsies et Mamma Mia! avec le Pittsburgh Civic Light Opera.
Powell a joué le rôle de Daniel dans la reprise de Broadway en 2017 de Once on This Island, qui a commencé les avant-premières en novembre 2017 et a ouvert officiellement en décembre, où il obtient les éloges des critiques.
En mai 2018, il a participé au jeu télévisé en direct de Broadway, I Only Have Lies for You. Au printemps de la même année, il a signé avec l'agence de mannequins New Pandemics et a posé pour les collections d'automne 2019 de Palomo Spain et NIHL à la Fashion Week de New York.
En 2020, il joue le rôle de Tony dans le remake de West Side Story à Broadway.

## Vie privée
Isaac Cole Powell est ouvertement gay et a fait son coming-out à l'âge de seize ans.

## Théâtre
- 2017 : Nikola Tesla Drops The Beat
- 2017 : Newsies
- 2017 : Mamma Mia !
- 2017-19 : Once on This Island
- 2019-20 : West Side Story

## Filmographie

### Cinéma
- 2015 : Just a Body : pasteur Dave
- 2019 : XaveMePlease : Xavier
- 2021 : Cher Evan Hansen : Rhys
- n/a : Cat Person

### Télévision
- 2018 : Broadway.com #LiveatFive : lui-même (1 épisode)
- 2018 : Murphy Brown : Jack (saison 11, 1 épisode)
- 2018-19 : Indoor Boys : Logan (6 épisodes)
- 2021 : Modern Love : Vince (1 épisode)
- 2021 : American Horror Story: Double Feature : Troy Lord (saison 10 - deuxième partie)
- 2022 : American Horror Story: NYC : Theo Graves (saison 11 - rôle principal)